# Kasyteryt

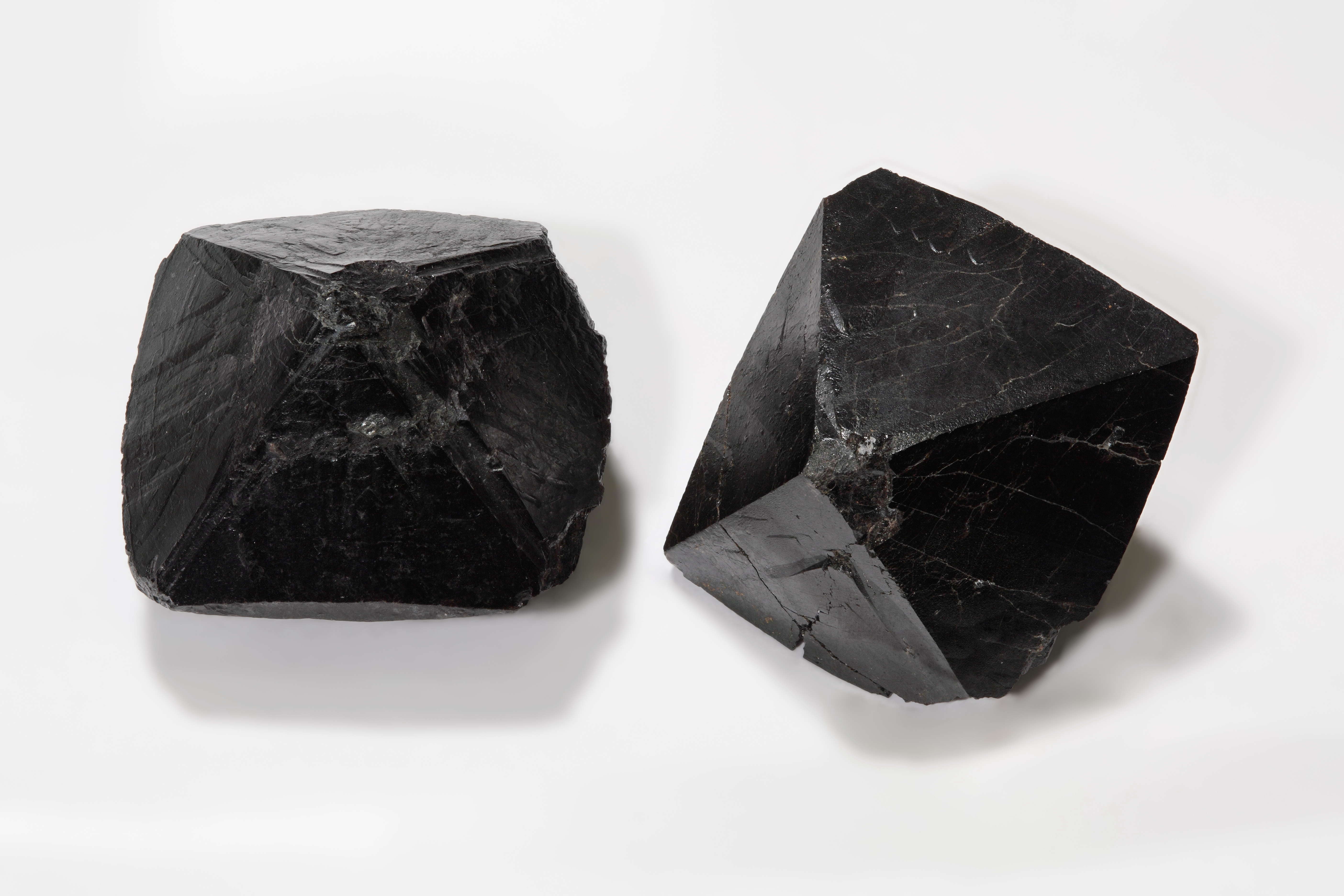
Kasyteryty

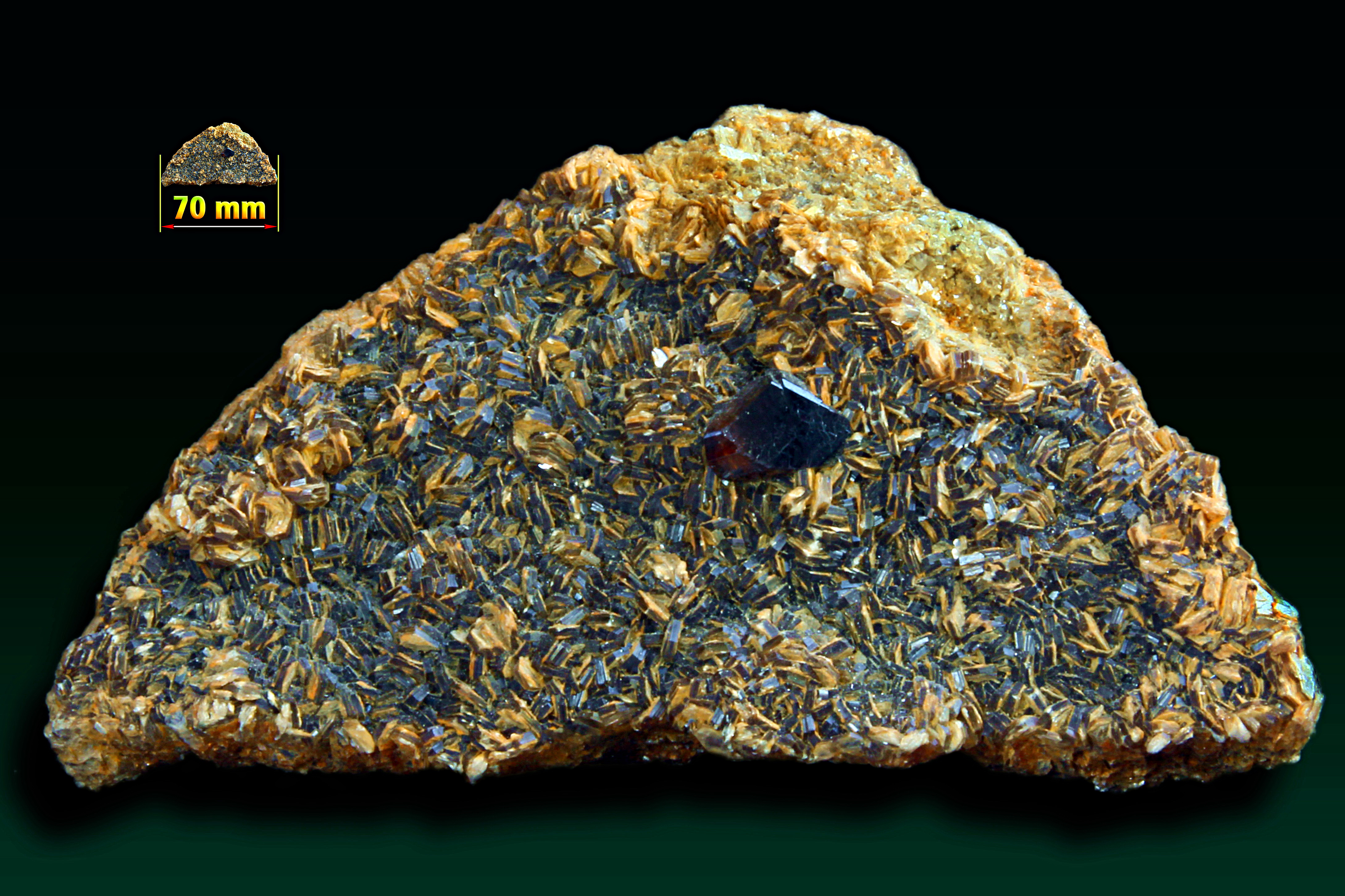
Kasyteryt na muskowicie – Półwysep Czukocki, Rosja.

Kasyteryt – minerał należący do gromady tlenków. Należy do grupy minerałów rzadkich, występujących tylko w niektórych regionach Ziemi.
Nazwa pochodzi od greckiej nazwy kassiteros oznaczającej cynę, nawiązującej do składu chemicznego.

## Cechy fizyczne
Zazwyczaj tworzy kryształy o pokroju słupkowym (izometryczne), rzadziej igiełkowym. Przyjmuje postać słupów tetragonalnych zakończonych bipiramidą. Na ścianach kryształów często jest widoczne podłużne prążkowanie. Bardzo częste są zbliźniaczenia – najczęściej bliźniaki kolankowe. Występuje w skupieniach zbitych, promienistych, ziarnistych, groniastych. Niekiedy tworzy drewnopodobne naskorupienia zwane „cyną drzewną”. Jest kruchy, od nieprzezroczystego przez przeświecającego do przezroczystego. Nierozpuszczalny w kwasach.

## Występowanie
Powstaje w skałach magmowych i hydrotermalnych; składnik granitów, pegmatytów, spotykany w utworach kontaktowo – metasomatycznych oraz w aluwiach pochodzących z rozmycia skał pierwotnych. Wchodzi w skład wielu żył kwarcowych. Współwystępuje z fluorytem, topazem, miką, kwarcem, turmalinem, wolframitem, szelitem, molibdenitem, arsenopirytem oraz bizmutem. Bywa spotykany w piaskach nadmorskich i skałach okruchowych.
W przeszłości ważnymi źródłami były Kornwalia w Wielkiej Brytanii, Saksonia w Niemczech oraz Czechy. Obecnie przede wszystkim Australia, Boliwia, Nigeria, Chiny, Rosja, Rudawy w Czechach (jedne z najładniejszych kryształów), Finlandia, Francja, Niemcy, Malezja, Indonezja, Tajlandia, Rwanda (odmiana ziarnista wykorzystywana przede wszystkim w przemyśle metalurgicznym, o małym znaczeniu kolekcjonerskim), Meksyk, Namibia, Panasqeiira w Portugalii i USA.
Złoża w północno-wschodniej prowincji Kiwu Północne w Demokratycznej Republice Konga są przyczyną konfliktów i wyzysku miejscowych pracujących przy wydobyciu.
W Polsce, w prekambryjskich łupkach krystalicznych Gór Izerskich znajdują się „pozabilansowe” (tj. nie nadające się do eksploatacji z powodu braku wydajnej technologii przeróbki) złoża kasyterytu w formie bardzo drobnych ziaren o średnicy od 0,02 do 0,2 mm. Złoża w okolicach wsi Gierczyn, Krobica oraz Przecznicy zostały wyczerpane w wiekach XVI – XVII. Rozpoznane pozostałości wynoszą około 2,7 mln ton o średniej zawartości 0,48% Sn. Został odkryty także Piławie Górnej, Rędzinach, Czarnowie, Miedziance, Ciechanowicach, Bukowcu k. Kowar (Rudawy Janowickie) oraz w Paszowicach k. Jawora.

## Zastosowanie
- Ma znaczenie jubilerskie – szlachetne odmiany kasyterytu po oszlifowaniu nie przekraczają masy 5 ct. Większe okazy o masie do 25 ct pochodzą zwykle ze złóż boliwijskich i należą do rzadkości. Spotykane okazy duże, często o masie dochodzącej do kilku kilogramów, są zwykle nieprzezroczyste i dlatego nie znajdują zastosowania w jubilerstwie. Tylko nieliczne są obrabiane w formie kaboszonu.
- Cieszy się zainteresowaniem kolekcjonerów[potrzebny przypis].
- Jest jednym z niewielu minerałów cyny i głównym źródłem tego metalu.

Cyna ma zastosowanie w przemyśle hutniczym, metalurgicznym, samochodowym, lotniczym, precyzyjnym, elektronicznym, do produkcji środków grzybobójczych i przeciwpróchniczych (dodatek do past do zębów).
Często zawiera także niewielkie ilości żelaza i rzadkich pierwiastków jak tantal i niob.